# دام (فیلم ۱۹۹۴)
دام (انگلیسی: Traps) فیلمی است که در سال ۱۹۹۴ منتشر شد.